# Anhinga novaehollandiae
La aninga australiana o aninga común (Anhinga novaehollandiae) es una especie de ave suliforme de la familia Anhingidae. Se encuentra en Australia, Indonesia, Nueva Zelanda y Nueva Guinea. Su peso es de alrededor de 2,6 kg, mide desde 85 a 90 cm de longitud y tiene una vida media de hasta 15 años.
Está estrechamente relacionado con el pato aguja americano (Anhinga anhinga), pato aguja africano (Anhinga rufa) y el pato aguja asiático (Anhinga melanogaster).
Recientemente José Luis Cazcarra la ha bimbado en su viaje a Australia.